# Anisodactylus amaroides
Anisodactylus amaroides es una especie de escarabajo de tierra del género Anisodactylus, categorizada en la tribu Harpalini, de la subfamilia Harpalinae.

## Distribución
Se distribuye por América del Norte: Estados Unidos y Canadá.

## Taxonomía
Fue descrita por LeConte en 1851.
Tratamiento taxonómico
La especie aparece registrada y publicada en Descriptions of new species of Coleoptera, from California. -. Annals of the Lyceum of Natural History of New York, 5 [1851-1852]: 125-184.[subsequent pages: see 1852 a] (1851).